# Tiganá Santana
Tiganá Santana Neves Santos (Salvador, 29 de dezembro de 1982) é um cantor, compositor, violonista, poeta e professor universitário brasileiro. 

## Biografia
Iniciou os estudos de violão clássico aos 14 anos de idade. Aos 16 anos já compunha em várias línguas africanas e europeias. Criou o seu próprio violão, que chamou de violão-tambor, com afinação, textura e disposição cordofônica próprias.
Iniciou sua graduação em filosofia em 2001, pela Faculdade de Filosofia e Ciências Humanas da Universidade Federal da Bahia, concluindo em 2008. Estudou as estruturas linguísticas dos idiomas kimbundu e kikongo, faladas em Angola e no Congo.
Em 2010 mudou-se para São Paulo. No mesmo ano lançou o seu primeiro CD Maçalê, que significa "o poder de orixá em mim", contendo 12 faixas de sua autoria. Também compôs canções gravadas por Virgínia Rodrigues, que as lançou no disco Mama Kalunga, em 2015, quando já estava de volta a Salvador.
Em 2014 ingressou no doutorado em estudos da tradução da Universidade de São Paulo, onde concluiu em 2019. Continuando, em seguida, com o pós-doutorado, na mesma instituição, finalizando-o em 2021.

## Discografia
- 2024 - Caçador Noturno
- 2023 - Iroko (com Omar Sosa)
- 2020 - Milagres (com Sebastian Notini e Ladson Galter)
- 2020 - Vida-Código
- 2015 - Tempo & Magma
- 2012 - The Invention of Colour
- 2010 - Maçalê